# Hậu họa
Hậu họa là một bộ phim truyền hình được thực hiện bởi chương trình Điện ảnh chiều thứ bảy, Đài Truyền hình Việt Nam do Phạm Nhuệ Giang làm đạo diễn. Phim có độ dài 25 tập, phát sóng lần đầu trong chương trình Điện ảnh trẻ vào năm 2007 trên kênh VTC1.

## Phân vai
- Kiều Thanh
- Minh Châu
- Diệu Hương trong vai Yến
- Thanh Hương

## Giải thưởng
| Năm  | Giải thưởng                     | Hạng mục                 | Đề cử   | Kết quả         | Chú thích |
| ---- | ------------------------------- | ------------------------ | ------- | --------------- | --------- |
| 2008 | Giải Cánh diều 2007             | Phim truyền hình dài tập | Hậu họa | Cánh diều vàng  | [ 1 ]     |
| 2009 | Liên hoan truyền hình toàn quốc | Phim truyện dài tập      | Hậu họa | Huy chương Vàng | [ 2 ]     |